# Крэнфорд
«Крэнфорд» (англ. Cranford) — один из самых известных романов английской писательницы Элизабет Гаскелл. Впервые был опубликован отдельными частями в журнале Чарльза Диккенса «Домашнее чтение» с 1851 года по 1853 год.

## Сюжет

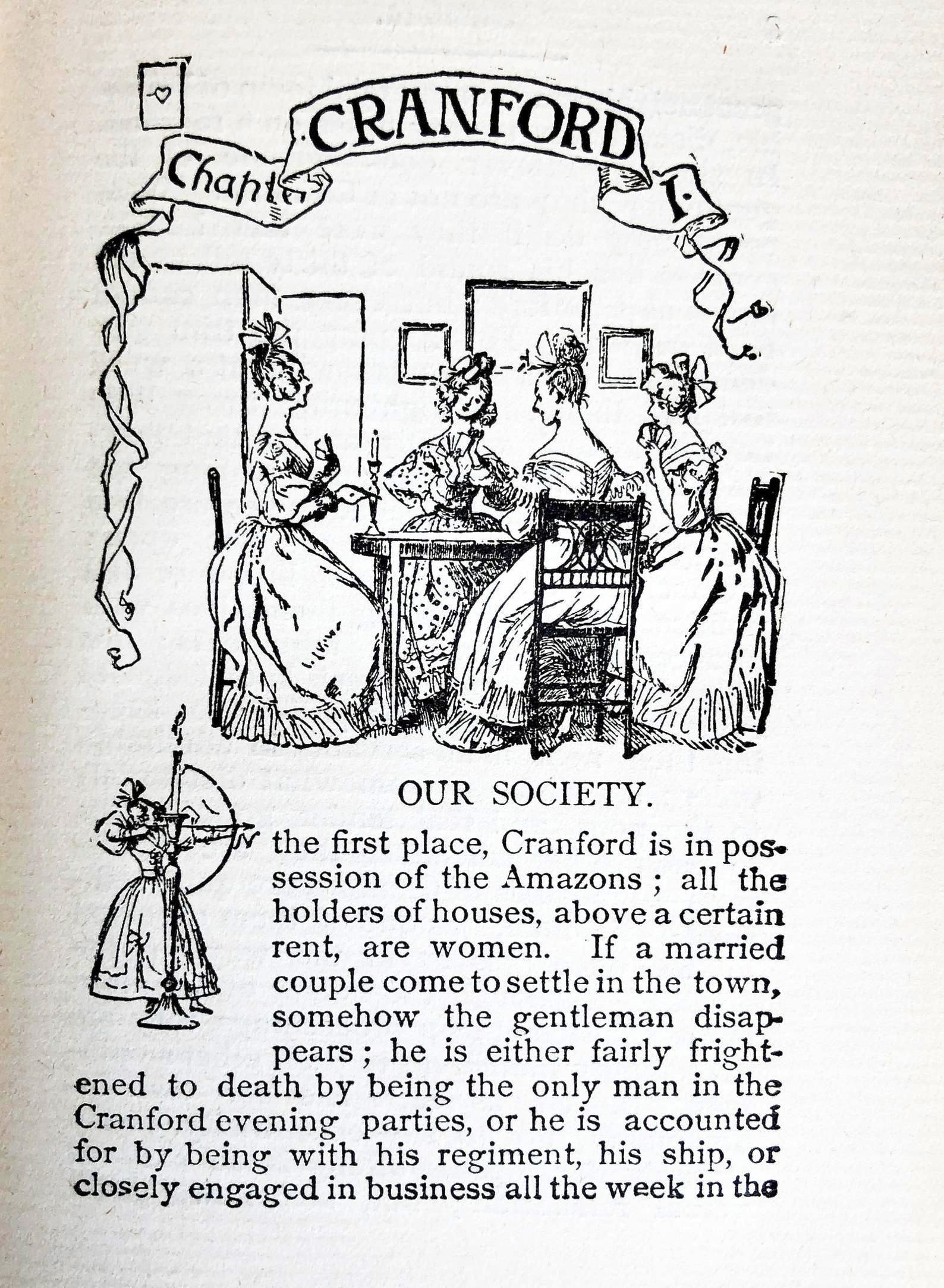
Иллюстрация Хью Томсона для первой главы

События романа разворачиваются в вымышленном английском городке под названием Крэнфорд. Считается, что прототипом Крэнфорда является город Натсфорд в графстве Чешир, который Элизабет Гаскелл знала очень хорошо. Роман представляет собой не столько развивающийся сюжет, сколько яркие зарисовки из жизни Мэри Смит и её подруг, мисс Мэтти и мисс Деборы, двух старых дев. В провинциальный городок приезжает молодой доктор, который тут же становится объектом пристального внимания многих незамужних дам Крэнфорда. Однако ключевым событием книги становится возвращение потерянного брата мисс Мэтти, Питера, который после долгого безмолвного отсутствия приезжает в Крэнфорд из Индии.
«Крэнфорд» был основан на лично пережитых впечатлениях Гаскелл. В своих письмах она не раз ссылалась на подлинность многих забавных происшествий, описанных в романе:
«Там всё правда, ведь я сама  видела корову, одетую  в серую фланелевую  кофту, — и я знаю кошку, которая проглотила кружево...»Э. Гаскелл из письма Рёскину
В книге отразилась ностальгия по далёкой и близкой стране её детства и юности, никогда не покидавшая Гаскелл на протяжении тридцати трёх лет, прожитых ею в «раскалённом, страшном, дымном, гнусном Вавилоне Великом», каким казался ей промышленный Манчестер. «Всякий раз, когда мне неможется или я больна, я перечитываю „Крэнфорд“ и — я хотела было сказать, наслаждаюсь им (но мне это говорить неловко), — и снова смеюсь над ним!» — писала Гаскелл Джону Рёскину в феврале 1865 года, за полгода до смерти. В своём роде это была книга, написанная «в поисках утраченного времени».

## История написания
«Крэнфорд» был впервые напечатан отдельными выпусками в журнале Диккенса «Домашнее чтение». С этим связана своеобразная композиция книги, состоящей из полутора десятков сравнительно самостоятельных, обособленных глав. Первоначально писательница предполагала ограничиться одним-двумя юмористическими очерками крэнфордских нравов. Диккенсу удалось убедить её продолжить свою работу и развить свои наброски в целую повесть. Впоследствии Гаскелл жалела о том, что, не предусмотрев этого расширения «Крэнфорда», слишком рано рассталась с одним из дорогих ей героев, капитаном Брауном: погибнув под колёсами поезда во второй главе, он уже не мог быть воскрешён к жизни в дальнейшем.
Повесть «Крэнфорд» была, пожалуй, самой «диккенсовской» из всех книг Гаскелл. С мягким, дружелюбным юмором писательница изображает маленький старосветский провинциальный мирок крэнфордских амазонок. Это определение сразу же, с первых строк «Крэнфорда», вызывает улыбку читателя: так безобидна воинственность почтенных «героинь» Гаскелл даже тогда, когда они ратуют со всем пылом добродетели, уверенные в непогрешимости своего вкуса и неколебимости нравственного авторитета, за то, что считают непререкаемой истиной (именно так, например, отстаивает мисс Дебора Дженкинс преимущества сочинений несравненного доктора Сэмюэла Джонсона перед легкомысленными писаниями некоего «Боза» (Диккенса), летописца Пиквикского клуба).

## Отзывы современников
«Живая, выразительная, энергичная, мудрая», — а вместе с тем «добрая и снисходительная» книга — так оценила «Крэнфорд» Шарлотта Бронте в своем письме к Гаскелл. Этот отзыв, принадлежащий талантливой писательнице-реалистке, прошедшей суровую жизненную школу и несклонной к сентиментальности, сохраняет своё значение и поныне.

## Персонажи
- Мэри Смит — рассказчик. Женщина, живущая с мисс Мэтти
- Мисс Мэтти Дженкинс — благожелательная и добродушная (хотя немного робкая) незамужняя женщина
- Мисс Пул - любопытная (чуть больше, чем положено) незамужняя дама, которая всегда с готовностью делится своими наблюдениями и свежими сплетнями с дамским обществом Крэнфорда. Однако добра и умеет признавать свои заблуждения.Кинг Стрит, Натсфорд, прототип Крэнфорда
- Миссис Джеймисон — вдова
- Миссис Форрестер — вдова

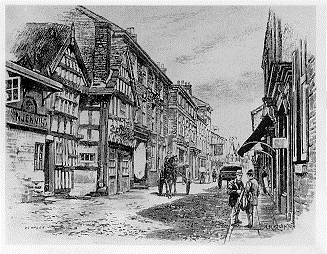
Кинг Стрит, Натсфорд, прототип Крэнфорда

- Бетти Баркер — бывшая модистка, которая любит свою корову, как родную дочь
- Питер Дженкинс — давно потерянный брат Мэтти, который возвращается в конце романа из Индии
- Томас Холдбрук — фермер, кавалер мисс Мэтти. Он умирает через год после поездки в Париж
- Капитан Браун — бедный капитан, который приезжает в Крэнфорд с двумя дочерьми
- Мисс Браун — старшая дочь капитана Брауна
- Мисс Джесси Браун — младшая дочь капитана. После смерти своей сестры и отца, она выходит замуж и покидает Крэнфорд
- Майор Гордон — друг капитана Брауна, давно влюблённый в Джесси Браун
- Леди Гленмаер — бедная, но аристократичная родственница миссис Джеймисон. Позже станет женой доктора Хоггинса
- Доктор Хоггинс — местный хирург

## Экранизации
Роман был трижды экранизирован телекомпанией BBC. Первая версия вышла в 1951 году, вторая — в 1972, с Габриель Гамильтон в роли мисс Мэтти, а третья версия вышла на экраны в 2007 году. Главные роли в последней адаптации исполнили Джуди Денч и Айлин Эткинс. В 2009 году вышел сиквел к фильму 2007 года: «Возвращение в Крэнфорд».